# Coppa del Re 1999 (hockey su pista)
La Coppa del Re 1999 è stata la 56ª edizione della principale coppa nazionale spagnola di hockey su pista. La competizione ha avuto luogo con la formula della final eight dal 25 al 28 febbraio 1999 presso il Pabellón Amaya Valdemoro di Alcobendas. 
Il trofeo è stato conquistato dal Vic per la prima volta nella sua storia superando in finale l'Igualada.

## Squadre partecipanti
Le squadre qualificate sono le prime otto classificate al termine del girone di andata della División de Honor 1998-1999.
| Club            | Qualificazione                                        |
| --------------- | ----------------------------------------------------- |
| Barcellona      | 1º posto nel girone di andata della División de Honor |
| Liceo La Coruña | 2º posto nel girone di andata della División de Honor |
| Igualada        | 3º posto nel girone di andata della División de Honor |
| Reus Deportiu   | 4º posto nel girone di andata della División de Honor |
| Flix            | 5º posto nel girone di andata della División de Honor |
| Mataró          | 6º posto nel girone di andata della División de Honor |
| Noia            | 7º posto nel girone di andata della División de Honor |
| Vic             | 8º posto nel girone di andata della División de Honor |

## Risultati

### Quarti di finale
| Squadra 1        | Risultato | Squadra 2 |
| ---------------- | --------- | --------- |
| 25 febbraio 1999 |           |           |
| Reus Deportiu    | 4 - 2     | Flix      |
| Igualada         | 9 - 0     | Mataró    |
| 26 febbraio 1999 |           |           |
| Liceo La Coruña  | 1 - 3     | Noia      |
| Barcellona       | 2 - 3     | Vic       |

### Semifinali
| Squadra 1        | Risultato | Squadra 2     |
| ---------------- | --------- | ------------- |
| 27 febbraio 1999 |           |               |
| Vic              | 7 - 2     | Reus Deportiu |
| Igualada         | 3 - 0     | Noia          |

### Finale
| Alcobendas 28 febbraio 1999            | Igualada       | 6 – 6 (d.t.s.) | Vic | Pabellón Amaya Valdemoro |
| \| \| \| \| \| \| Shootout 0 – 1 \| \| |                |                |     |                          |
|                                        |                |                |     |                          |
|                                        | Shootout 0 – 1 |                |     |                          |